# ズルワーン
ズルワーン (Zurvān) は、後期ゾロアスター教の一派ズルワーン教に於ける創造神。その名は時間を意味する。

## 概要
中世ゾロアスター教文献の神話によれば、世界の始まりの時にはズルワーンのみが存在していた。彼は長い時間をかけて、全善なる存在を生み出して世界を治めさせようとしたが、ある時それが可能なのかと疑念を抱いた。
この心の迷いによって、ズルワーンの子は善なる存在と悪しき存在とに分裂してしまった。それが全善の神オフルマズド（アフラ・マズダー）と全悪の神アフリマン（アンラ・マンユ）である。かくして世界はこの双子の神々によって創造され、善と悪とが戦う戦場となったという。
ズルワーン信仰はアケメネス朝時代にまで遡るが、サーサーン朝時代になって、一派をなすほどの勢力となる。またギリシャ・ローマにも信仰は持ち込まれ、アイオン （アイオーン Αιών 永劫の意）と呼ばれた。
本来ゾロアスター教においては、アフラ・マズダーが善悪の対立を超えた絶対神の地位にあり、善の創造神スプンタ・マンユと悪の創造神アンラ・マンユの戦いを裁いて正義の勝利・正当性を保証する役割を担っていた。
しかし、後の神学でスプンタ・マンユがアフラ・マズダーと同一視された為、本来の神学におけるアフラ・マズダーのような絶対神が別に必要になった。ズルワーンは、このような事情で創造神として定立されたと考えられている。